# Рот (Хам-Зиг)
Рот (нем. Roth) — община в Германии, в земле Рейнланд-Пфальц.
Входит в состав района Альтенкирхен-Вестервальд. Подчиняется управлению Хам (Зиг). Население составляет 1488 человек (на 31 декабря 2010 года). Занимает площадь 3,80 км².
Коммуна подразделяется на 7 сельских округов.

## Население
| Год  | Численность | Численность |
| ---- | ----------- | ----------- |
| 1975 | 1256        | [ 4 ]       |
| 2017 | 1458        | [ 1 ]       |
| 2019 | 1464        | [ 5 ]       |
| 2021 | 1508        | [ 6 ]       |
| 2022 | 1546        | [ 7 ]       |
| 2023 | 1555        | [ 2 ]       |